# Guillaume Laterrade

a Compétitions nationales et continentales officielles uniquement.

b Matchs officiels uniquement.
Dernière mise à jour le 8 février 2025.
Guillaume Laterrade est un joueur français de rugby à XV, né le 19 mai 1889 à Tarbes et décédé le 13 juillet 1929 dans la même ville (où il fut instituteur puis commis greffier au tribunal civil local, et ancien équipier réputé du Stadoceste Tarbais), de 1,60 m pour 65 kg, ayant occupé le poste de demi de mêlée en sélection nationale et au Stadoceste tarbais.
Il décède de traumatisme crânien après un plongeon dans la piscine de Bagnères-de-Bigorre.

## Palmarès
- 5 sélections en équipe de France, de 1910 à 1911 (participation à 2 Tournois des Cinq Nations)
- 1er vainqueur de l'Écosse en 1911 dans le tournoi
- Vice-champion de France en 1914 (et capitaine)
- Champion d'Armagnac-Bigorre en 1911, 1912 et 1913
- Champion des Pyrénées en 1910